# 中国农业大学

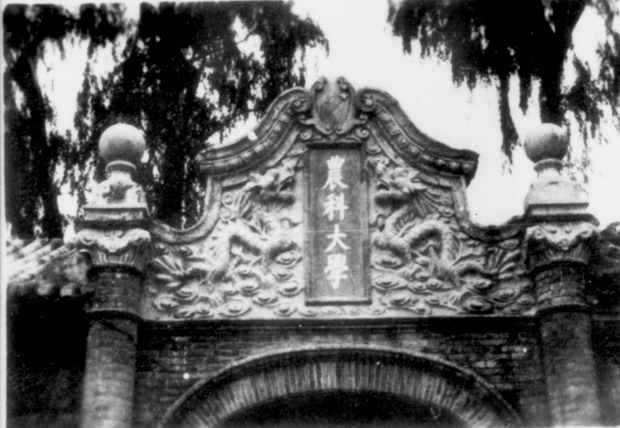
京师大学堂农科大学校门，20世纪初

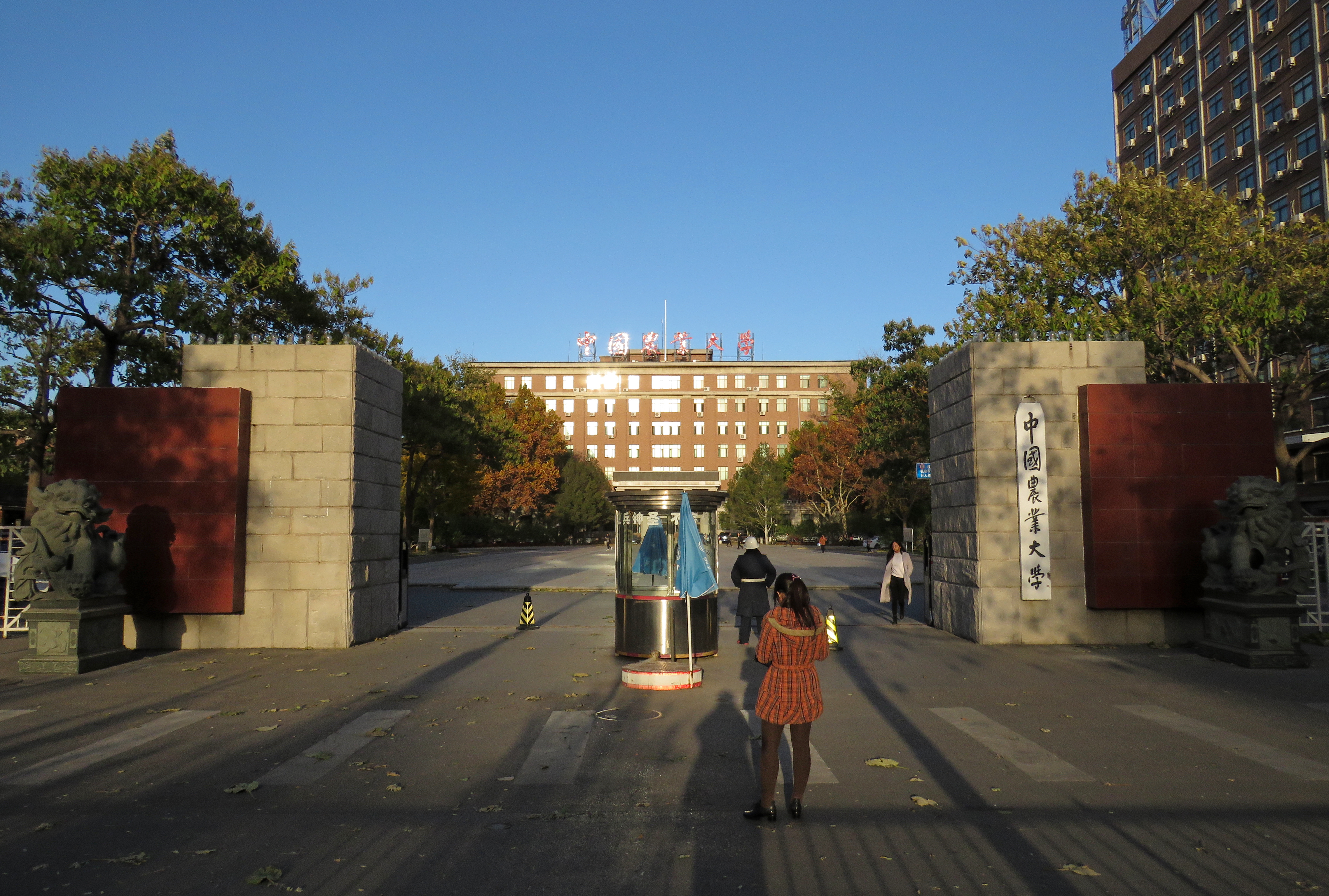
西校区正门

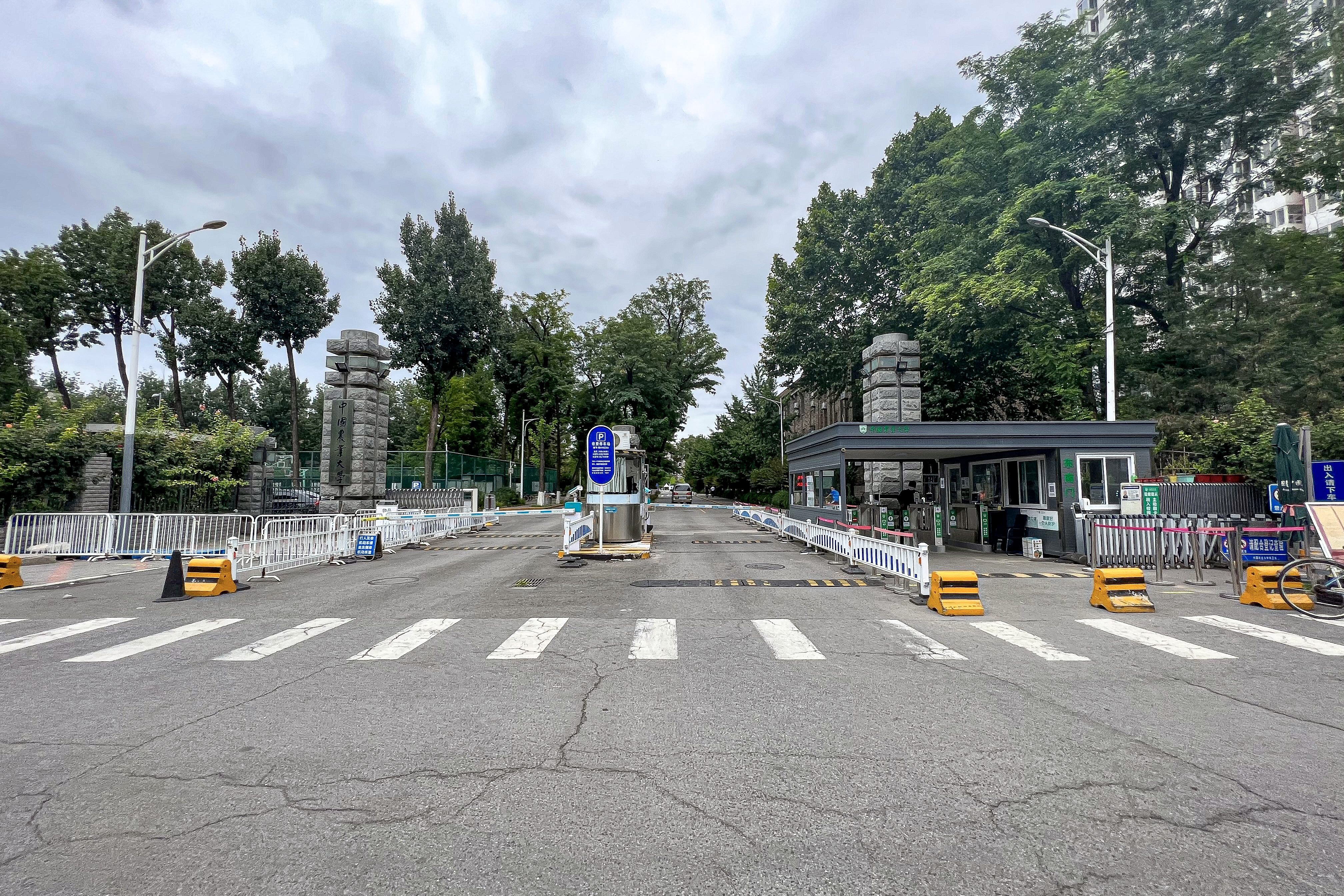
东校区东南门

中国农业大学（英語：China Agricultural University），是一所以农学、生命科学和农业工程为特色和优势的研究型大学，是“双一流A类”和原“985工程”、原“211工程”重点建设大学，是教育部直属，由教育部、农业部和北京市共同建设。

## 历史沿革
中国农业大学历史源自于1905年成立的京师大学堂农科大学，是中国现代农业高等教育的起源地。
- 中国农业大学的前身有几个独立的系统：
  - 从京师大学堂农科大学发展到北京大学农学院；
  - 从清华学校农科发展到清华大学农学院；
  - 从延安自然科学院生物系发展到华北大学农学院；
- 1949年9月由北京大学农学院、清华大学农学院和华北大学农学院三个系统合并为北京农业大学；国务院于1954年将北京农业大学列为全国重点院校。
- 1952年10月，北京农业大学农业机械系与华北农业机械专科学校、中央农业部机耕学校合并成立北京机械化农业学院，1953年7月更名为北京农业机械化学院，1960年10月，国务院将北京农业机械化学院列为全国64所重点大学之一，1985年更名为北京农业工程大学。
- 1995年9月，经中华人民共和国国务院批准，北京农业大学与北京农业工程大学合并成立中国农业大学，时任中共中央总书记、国家主席江泽民题写校名。
- 2002年，山东省政府同意烟台市政府与中国农业大学合作成立中国农业大学烟台校区。
- 2003年5月4日，时任国务院总理温家宝视察中国农业大学，发表了重要讲话。
- 2007年，教育部批复同意设立中国农业大学烟台研究院。同年，研究院开始招收本科一批学生，采取“1+3”培养模式，即第一年在北京培养，后三年在烟台培养。
- 2009年5月2日，时任中共中央总书记胡锦涛来到中国农业大学视察，和100多名师生代表座谈，并面向全国青年发表了题为《在同中国农业大学师生代表座谈时的讲话》的重要讲话。该讲话单行本已经由人民出版社出版。
- 2020年9月15日，中国农业大学与烟台市人民政府共同签署《共建中国农业大学烟台研究院合作协议》。根据协议，“十四五”期间，烟台研究院将扩大办学规模、提升办学水平，进一步做大做强，加快建设成为国内一流教育基地、现代农业创新基地、社会服务和成果转移转化基地。
- 2020年起，中国农业大学开展全日制普通第二学士学位教育，在烟台研究院完成全程培养。
- 2023年5月3日，中共中央总书记、国家主席习近平给中国农业大学科技小院的同学们回信。

## 基础数据
- 学院 18
- 实体教学单位 1
- 直属系 1

学科专业
- 博士后流动站 19
- 博士一级学科和专业学位类别 27
- 硕士一级学科和专业学位类别 49
- 本科专业 80
- 第二学士学位 11
- 辅修专业/方向 12
- 微专业 11
- 联合学士学位培养项目 1

重点学科及实验室
- ESI全球前1%学科 14
- 国家重点实验室 3
- 国家工程实验室 1
- 省部级重点实验室（中心、基地） 111
- 国家工程技术研究中心 2
- 国家级研发中心 1
- 国家级国际联合研发中心 1
- 国家野外观测研究站 3
- 部级野外观测研究站 9
- 国际科技合作基地 3
- 科技示范基地 1
- 省部级综合实验基地 1

- 大學主题

在校学生人数
- 普通全日制本科生 13932
- 第二学士学位学生 669
- 全日制硕士生 7556
- 非全日制硕士 827
- 全日制博士生 4533
- 留学生 316
- 成人教育本科生 3337
- 网络教育本科生 24275
- 网络教育专科生 1450

2022年毕业学生人数
- 本科生毕业生 3186
- 第二学士学位毕业生 160
- 硕士毕业生 2874
- 博士毕业生 954
- 成人教育本科毕业生 1708
- 网络教育本科毕业生 10189
- 网络教育专科毕业生 571

教工人数
- 在职教工人数（含校聘A岗） 2744
- 专任教师 2028
- 正高级职务 768
- 副高级职务 989
- 博士生导师 1198
- 党政管理人员 639
- 教辅人员 467

科研情况（仅2022年）
- 获国家级奖励（项） 7
- 获授权专利数 687
- 获软件著作权 692
- 到校经费（万元） 128519

其他情况
- 东、西校区占地面积（平米） 1265589.78
- 东、西校区校舍面积（平米） 1326917.85
- 设备资产原值（万元） 250,884.77
- 教学科研设备资产原值（万元） 232,452.53
- 学校藏书（万册） 221.6015[9]

## 历任校长
| 自北京农业机械化学院至中国农业大学东区校长 - 张省三（兼）1952.10-1952.12 - 徐觉非 1952.12-1959.09 - 李菁玉 1959.09-1961.09 - 王更生（代）1961.09-1963.06 - 佟磊 1963.06-1966.05 - 宋敏之 1966.05-1966.07 - 董荣臣 1966.07-1966.10 - 周放 1967.03-1967.08 - 宋连山 1968.03-1970.09 - 肖泽西 1972.06-1978.11 - 张纪光 1978.03-1982.06 - 郑定立 1982.06-1984.08 - 翁之馨 1984.08-1995.09 | 自京师大学堂农科大学至中国农业大学西校区校长 - 罗振玉1909.04-1912.02 - 叶可梁1912.02-1912.05,1912.05-1913.01 - 吴宗栻 1913.01-1914.02,1920.09-1922.11 - 路孝植 1914.02-1917.07 - 金邦正 1917.07-1920.09 - 许璇1922.11-1922.12,1924.11-1925.04,1926.07-1927.08,1931.04-1931.10 - 章士钊1922.12-1924.04,1925.05-1926.01 - 沈步洲 1924.04-1924.08 - 廖训矩 1924.08-1924.11 - 张明纶1925.04-1925.05 - 李石曾 1926.01-1926.07 - 路孝植 1927.08-1928.08 - 董时进 1928.11-1929.09,1931.10-1931.12 - 萧瑜 1929.09-1930.07 - 刘拓 1930.07-1931.04 - 虞振镛 1931.12-1932.01 - 沈尹默 1932.01-1932.05 - 曾济宽 1932.05-1932.10 - 刘运筹 1932.10-1937.01 - 徐诵明 1937.01-1937.05 - 周建侯 1937.05-1938.07 - 俞大绂1946.07-1949.09 - 汤佩松1946.05-1949.09 - 乐天宇 1947.03-1949.09 - 庞敦敏 1938.02-1942 - 钱稻孙 1942-1943.07 - 蒋丙然 1943.07-1945.08 - 乐天宇 1949.12-1951.03 - 孙晓村1951.03-1960.01 - 陈漫远 1960.01-1963.11 - 王观澜 1964.06-1967.06 - 冯兴旺（学生）1967.06-1970.01 - 张维城 1970.09-1973.04 - 高鹏先 1973.04-1978.11-1980.01 - 俞大绂1980.01-1982.12 - 安民1982.12-1987.05 - 石元春 1987.05-1995.08 | 中国农业大学校长 - 毛达如1995.08-1998.09 - 江树人1998.09-2002.04 - 陈章良2002.04-2008.03 - 柯炳生2008.03-2017.07 - 孙其信2017.07至今 |

## 杰出校友

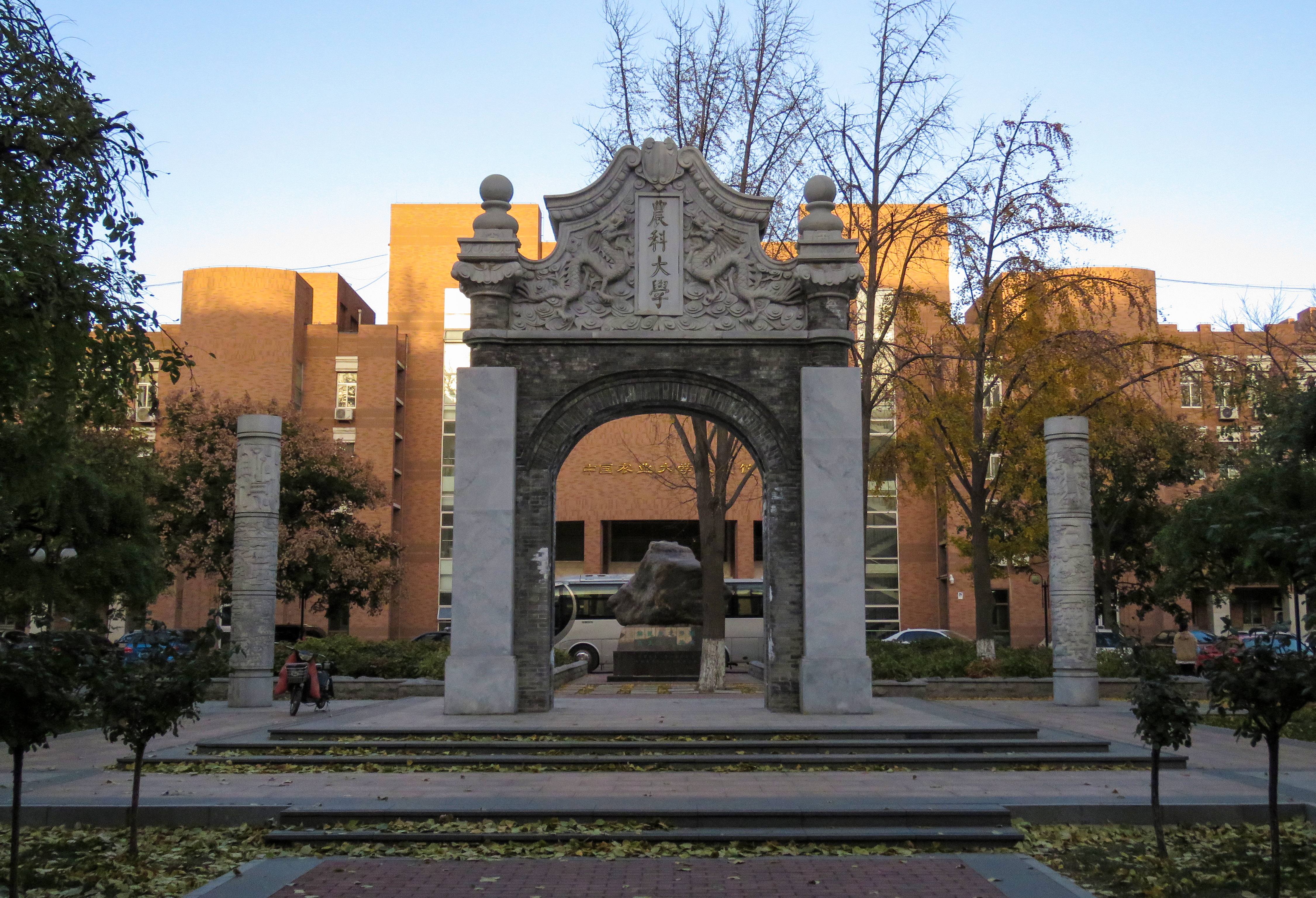
京师大学堂农科大学校门（2005年复建）

- 张博
- 匡廷云
- 任洪斌
- 郑敏泰
- 李樹君
- 陈云林
- 冯敏刚
- 张志强
- 王思博
- 李阳
- 孙政才
- 孙繁业
- 楊天翔
- 周新怡

（待补充）

## 开设专业
| - 农学与生物技术学院 農學、種子科學與工程 - 植物保護學院 植物生物安全、植物病理學、昆蟲學 - 園藝學院 園藝學，園林學 - 生物學院 生物科學、生物技术 - 資源與環境學院 應用氣象學、生態學、資源環境科學、環境工程、土地資源管理、環境科學 - 动物科技学院 草业科学、动物科学 - 动物医学院 动物医学 | - 食品科学与营养工程学院 生物工程、食品科学与工程、食品质量与安全、葡萄與葡萄酒工程 - 信息与电气工程学院 电气工程及其自动化、电子信息工程、电子信息科学与技术、地理信息系统、计算机科学与技术、通信工程、数据科学与大数据技术、人工智能 - 工学院 農業工程、农业机械化及其自动化、智能农业装备工程、机械设计制造及其自动化、机械电子工程、工业设计、车辆工程 - 水利与土木工程学院 土木工程、农业建筑环境与能源工程、农业水利工程、水利水电工程、热能与动力工程、土地整治工程 | - 理学院 化學、農藥學、数学与应用数学、工程力学 - 经济管理学院 国际经济与贸易、金融学、农林经济管理、工商管理类、工商管理、会计学、电子商务 - 人文与发展学院 法学、社会学、传播学、英语、农村区域发展 - 烟台研究院 市场营销，公共管理，设施农业科学与工程，水产养殖学 - 学校直管 理科试验班（生命科学、信息科学） - 中国农业大学巴西圣保罗大学联合学院 公共管理、农艺与种业 - 国际学院（中外合作办学） 农林经济管理、经济学类、国际经济与贸易、传播学 |

## 校区与硬件
包括：中国农业大学东校区、中国农业大学西校区、中国农业大学烟台研究院、北京建设大学（中国农业大学国家大学科技园，隶属于中国农业大学）。

### 体育馆
中国农业大学体育馆位于中国农业大学东校区校内，为北京2008年奥运会摔跤比赛馆并在残奥会期间用于坐式排球项目。体育馆2005年9月15日开工建设，并于2007年8月18日正式完工，建筑面积为23950平方米。馆内设有固定座位6000个及临时座位2500个。

### 图书馆
目前的中国农业大学图书馆，是由图书馆东馆（原北京农业工程大学图书馆）和图书馆西馆（原北京农业大学图书馆）组成，目前两馆之间图书可以互借互还。东西两馆合并后图书馆的总面积为2万余平方米，阅览座位2千余个，但仍难满足学校要求，遭到师生诟病。藏书总量为170多万册，电子文献147多万册。东区正在兴建新的图书馆，可藏书200万册，阅览座位3000个。馆藏文献已初步形成了以农业科学、生物科学和农业工程文献为主体的文献保障体系。中国高等教育文献保障系统农林中心、国家教委农业学科外国教材中心和海淀区农业图书馆都挂靠在中国农业大学图书馆。

### 校园风景

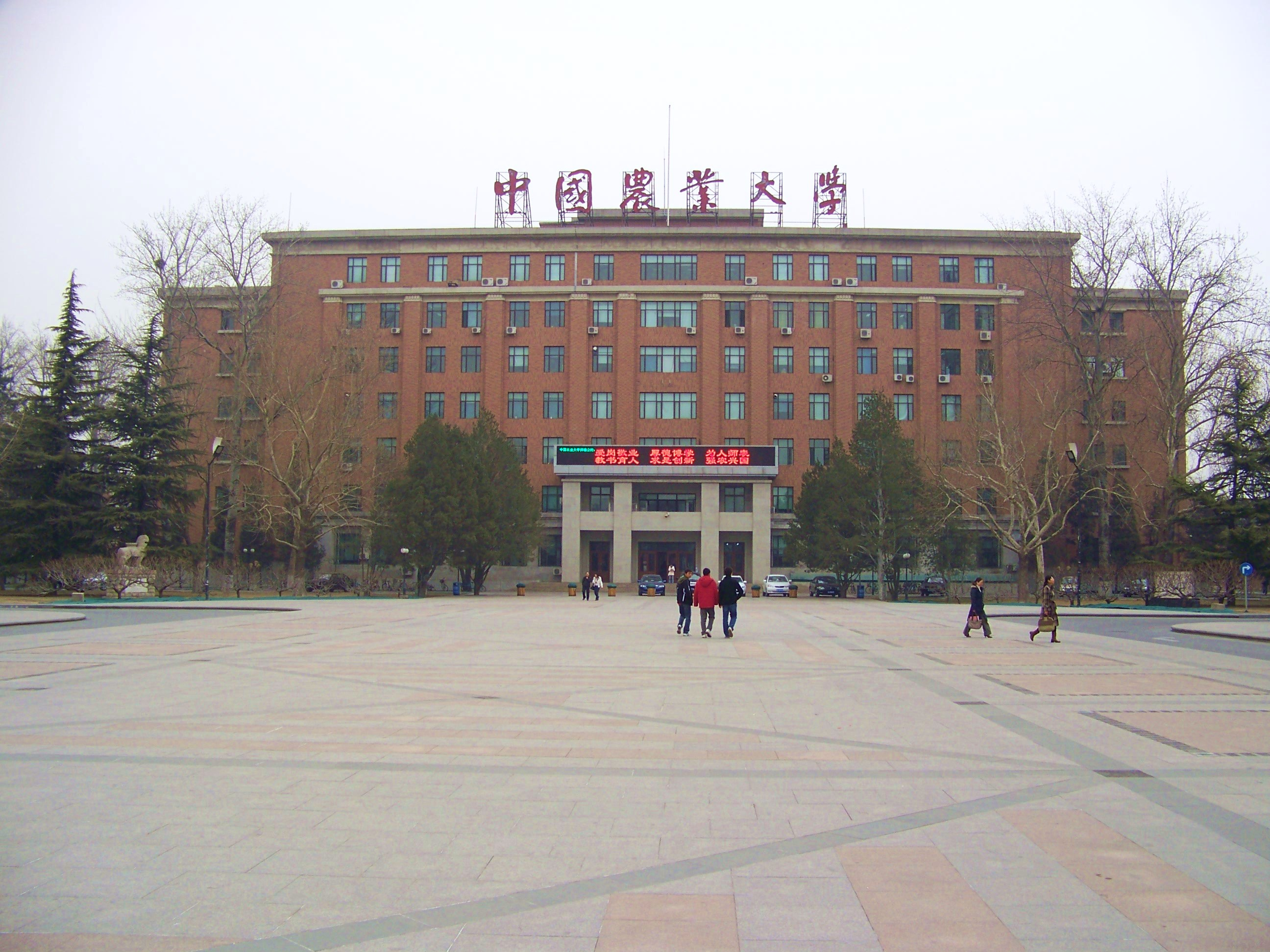
中国农业大学西校区主楼
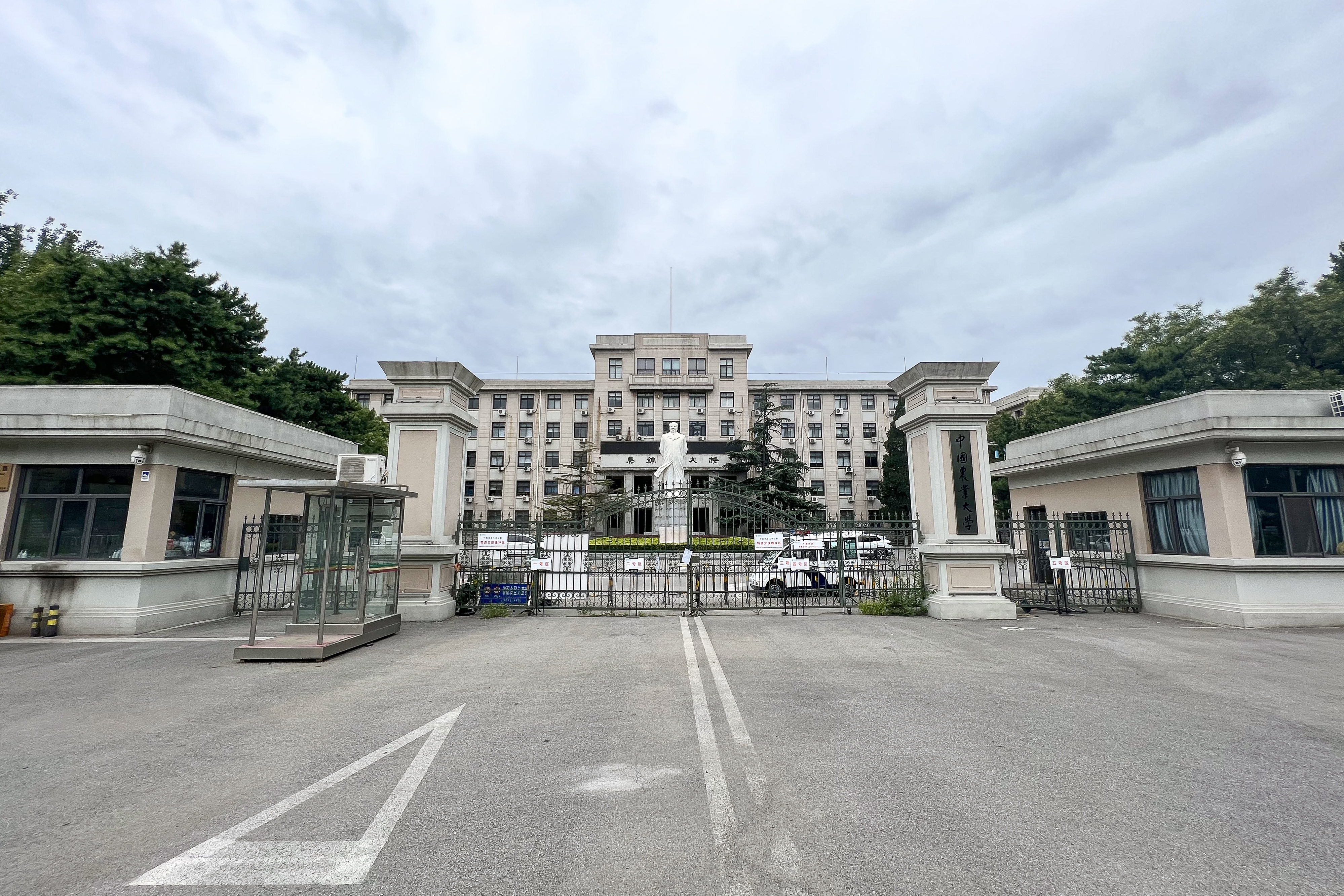
中国农业大学东校区主楼
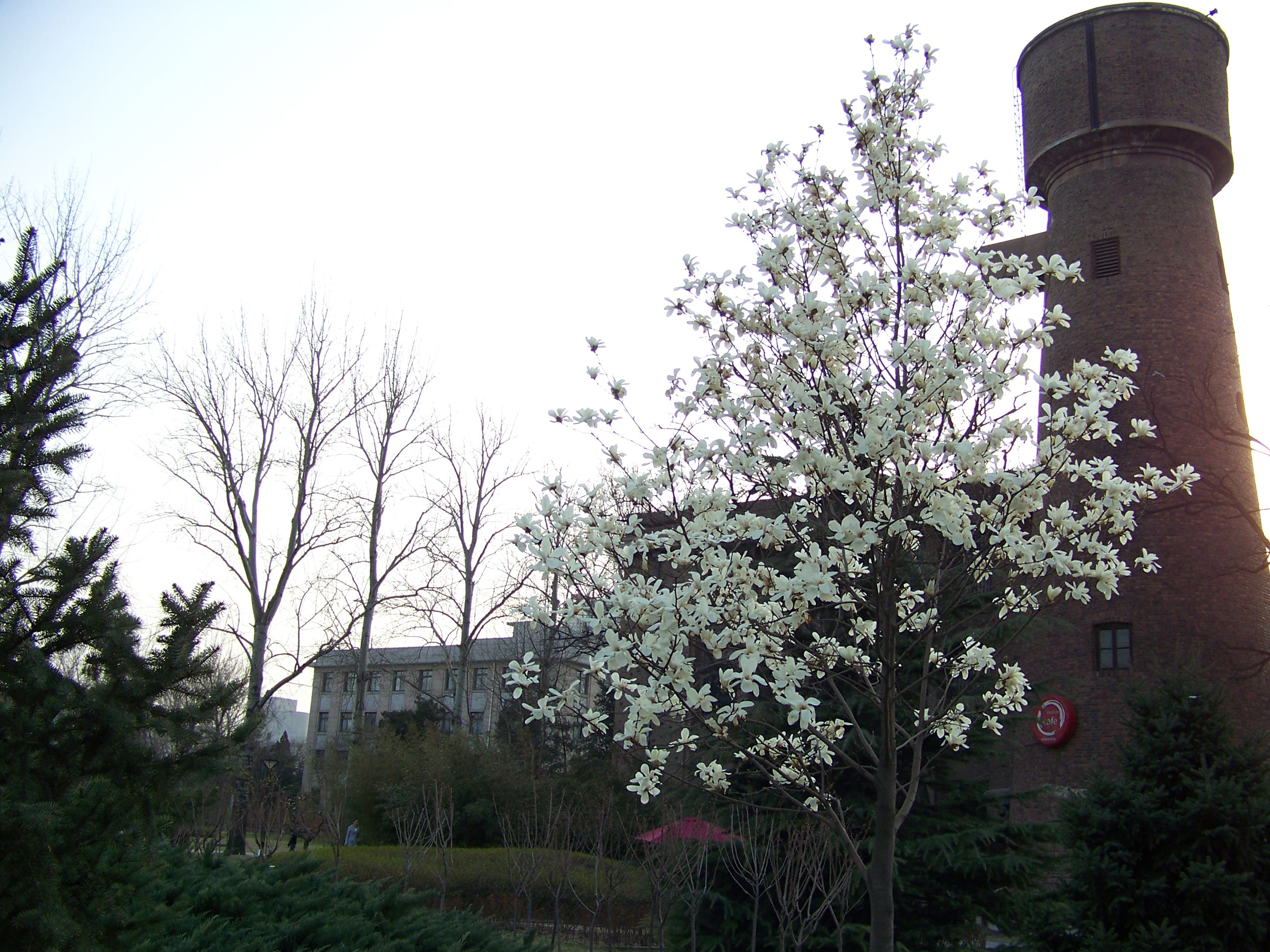
中國農業大學东校区水塔玉兰花
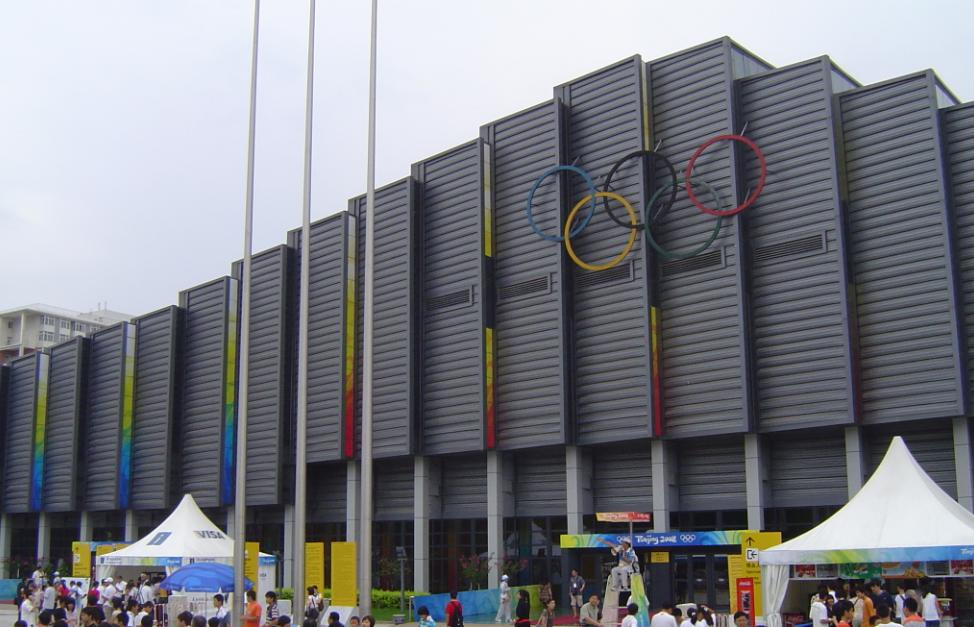
中国农业大学体育馆
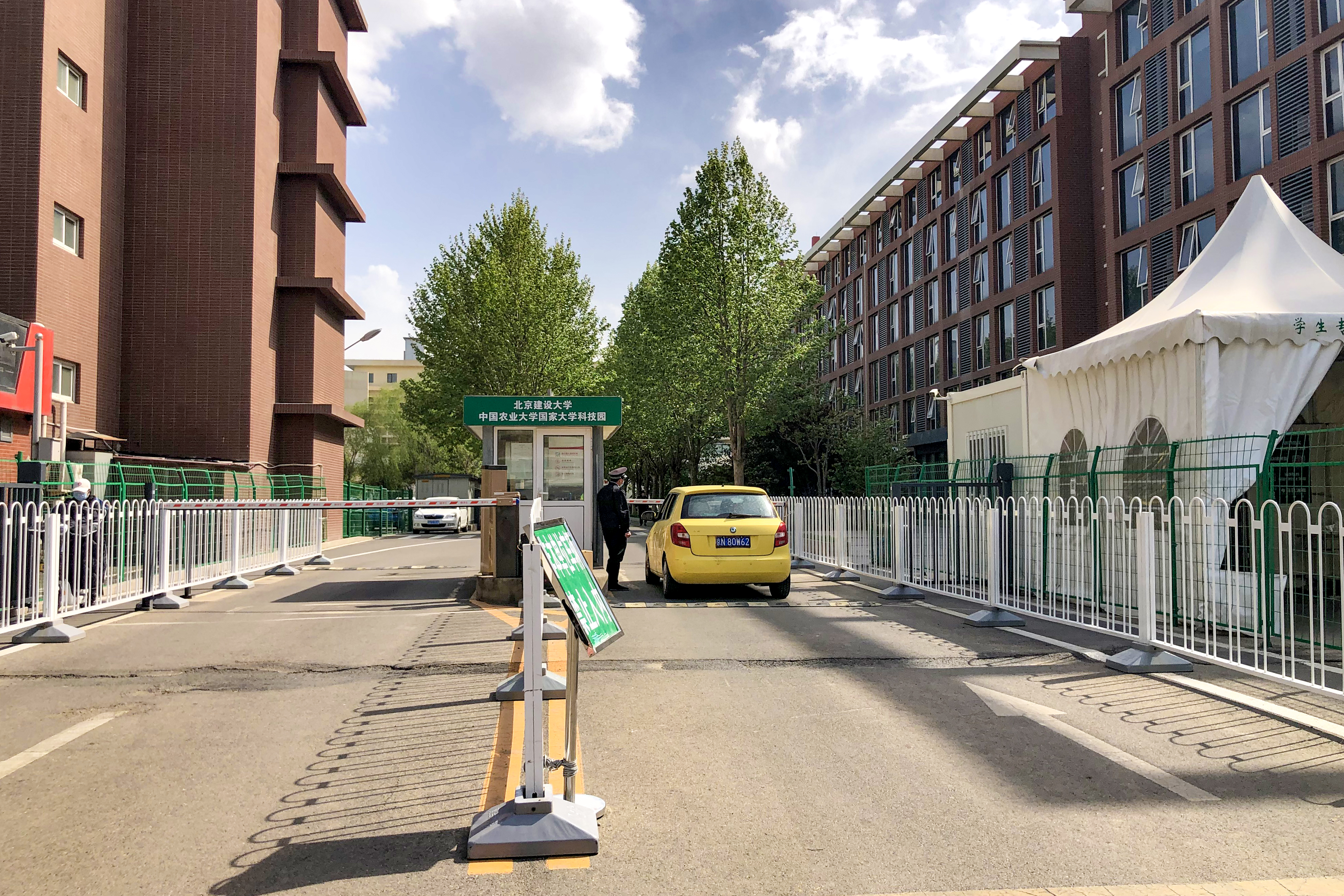
北京建设大学（中国农业大学国家大学科技园）

### 中国农业大学烟台研究院
中国农业大学烟台研究院是中国农业大学的一个校区。由中国农业大学与烟台市人民政府合作建设。
- 1993年经原国家教委批准，中国农业大学依托山东省烟台农业学校创办了烟台教学基地。
- 2002年11月山东省批复同意中国农业大学在烟台设立校区。
- 2003年经山东省同意并报请教育部，中国农业大学将教学基地提升为中国农业大学烟台校区。
- 2003年8月5日中国农业大学与烟台市人民政府正式签署协议，合作建设“中国农业大学（烟台）”。
- 2007年5月30日教育部批复设立中国农业大学烟台研究院，作为中国农业大学设在山东的教育科研机构[12]。

## 文化传统

### 校歌
《金色的希望》
《金色的希望》

石顺义词  张伟曲
(女)戴上我们的校徽，就怀揣一片绿色的向往。
(男)走进我们的课堂，就走进田野金色的希望。
(女)翻开我们的书本，就闻到五谷淡淡的清香。
(男)走出我们的校门，就担起天下饱暖和安康。
(合)啊，燕山脚下，书声琅琅。
(合)啊，桃李满园，天高地广。
(合)今天我们在这里奋发向上，
(合)明天我们从这里铺开那万里春光

### 名家论坛
“名家论坛”是中国农业大学校园文化的精英品牌项目，自创办以来，已先后邀请到各路“名家”走上讲坛，发表演讲。其中包括DNA双螺旋结构发现者、诺贝尔奖获得者詹姆斯·沃森，“杂交水稻之父”袁隆平院士，石元春院士，著名学者于丹、余秋雨，原中国驻联合国大使、外交家王英凡先生，央视著名节目主持人白岩松、敬一丹、陈鲁豫、曾子墨、阿丘、黄健翔、韩乔生，著名企业家李开复、潘石屹、张朝阳，文艺界人士牛群、顾长卫、蒋雯丽，音乐家俞丽拿，新东方创始人俞敏洪、王强、徐小平，美国加州大学戴维斯分校校长Larry N. Vanderhoef，北京奥组委执行主席蒋效愚，奥运冠军王娇，神舟飞船总工程师戚发轫，中国探月工程首席科学家欧阳自远，南极冰盖科考队、中国国家登山队等。

### 社团与组织
学校现有九十多个学生社团，包含政治、经济、文化、科技、理论、实践、志愿服务等多种类型，成员超过5000人。学生艺术团，包括合唱团、管乐团、舞蹈队、健美操队、戏剧社等。学生登山队（峰云社）成功登顶海拔8201米的卓奥友雪峰，并有4名队员入选2008年珠峰奥运火炬传递队。中国农业大学橄榄球队是中国大陆第一支橄榄球队，连续14年获得全国比赛冠军，多次代表国家参加国际比赛，并于2006年获得多哈亚运会铜牌。中国农业大学国旗班纪律严明，作风优良被广大师生誉为“农大第一班”。